# Lariophagus fimbriatus
Lariophagus fimbriatus är en stekelart som beskrevs av Boucek 1965. Lariophagus fimbriatus ingår i släktet Lariophagus och familjen puppglanssteklar.
Artens utbredningsområde är:
- Slovakien.
- Sverige.
- Moldavien.
- Kroatien.

Arten är reproducerande i Sverige. Inga underarter finns listade i Catalogue of Life.